# Maserati Mexico
Der Maserati Mexico war ein vom italienischen Automobilhersteller Maserati von 1966 bis 1973 gebauter Gran Turismo der Oberklasse.

## Modellgeschichte
Auf dem Pariser Salon 1966 präsentierte Maserati den Mexico (intern Tipo 112), ein viersitziges GT-Coupé der Oberklasse mit Stufenheck und Achtzylinder-V-Motor. 
Der Mexico ging auf einen Bertone-Prototyp des Jahres 1965 zurück, die Serienversion erhielt aber eine Karosserie von Vignale nach Entwurf von Michelotti. Sie saß auf einem Rohrrahmen. Das Fahrwerk glich dem anderer Maseratis dieser Zeit: einzeln aufgehängte Räder vorn, hinten eine Starrachse an Blattfedern und Scheibenbremsen an allen Rädern.
Angetrieben wurde der Mexico zunächst ausschließlich von einem 4,7-Liter-V8, der mit vier Weber-Vergasern auf 290 PS (213 kW) kam. Ab 1969 war alternativ dazu der kleinere 4,2-Liter-V8 aus dem ersten Maserati Quattroporte mit 260 PS (191 kW) lieferbar. Auf Kundenwunsch wurde ein Fahrzeug mit dem 4,9-Liter-Motor des Maserati Ghibli sowie ein weiteres mit dem 3,7-Liter-Sechszylinder-Reihenmotor des Maserati Mistral ausgestattet. 
Bis 1973 wurden 482 Exemplare produziert.